# Lahdenmatala
Lahdenmatala är en ö i Finland.   Den ligger i kommunen Ijo i landskapet Norra Österbotten, i den centrala delen av landet, 600 km norr om huvudstaden Helsingfors.